# Індійсько-косовські відносини
Індійсько-косовські відносини (англ. India—Kosovo relations, гінді भारत-कोसोवो संबंध, алб. marrëdhëniet Indiano-Kosovë) — історичні та поточні двосторонні відносини між Індією та Косовом.
Між Індією та Косовом[a] немає офіційних відносин, оскільки Індія офіційно не визнала Косово.

## Косовський спір
Коли у 2008 році Косово оголосило про незалежність від Сербії, Індія була серед тих країн, що не визнали його незалежність. У січні 2009 року посол Індії в Сербії Аджай Сваруп заявив, що «Індія підтримуватиме Сербію в питанні захисту її суверенітету на всіх міжнародних форумах»
Суперечка між ними почалася в 2018 році, коли уряд Індії відмовився видати візу боксерці Доньєті Садіку та її тренерам для участі у змаганнях із боксу попри те, що їх повністю підтримали Федерація боксу Індії та Індійська олімпійська асоціація. Це спонукало Міжнародний олімпійський комітет пригрозити Індії відкликанням її заявок на проведення Азійських ігор 2030 та Літніх Олімпійських ігор 2032.
Однак незважаючи на це, Індія зберігає прагматичний підхід до Косова, не визнаючи його, але й не заперечуючи його існування, а кілька косоварів висловили свою зацікавленість в офіційних відносинах з Індією.

## Виноски
| a. | ↑ Косово є суб'єктом територіальної суперечки між Республікою Сербія та Республікою Косово. Республіка Косово в односторонньому порядку проголосила незалежність 17 лютого 2008 року, проте Сербія продовжує вважати її частиною своєї суверенної території. Дві країни почали нормалізувати відносини в 2013 році в рамках Брюссельської угоди. Незалежність Косова визнають 97 зі 193 держав — членів ООН. Загалом 112 держав — членів ООН так чи інакше визнали Косово, проте 15 із них пізніше відмовилися від цього рішення. |